# 7/27
7/27 is het tweede studioalbum van de Amerikaanse meidengroep Fifth Harmony. Het album kwam uit op 27 mei 2016 en is uitgegeven door Epic Records en Syco Music. De leadsingle van het album, "Work from Home" kwam uit op 26 februari 2016 en ontving positieve beoordelingen van muziekcritici en behaalde de zesde plek in de Billboard Hot 100. Op 24 maart 2016 brachten ze hun promotiesingle "The Life" uit en ontving wederom positieve beoordelingen.
Het album bevat ook vocalen van Ty Dolla Sign, Fetty Wap en Missy Elliott.

## Achtergrond
De titel en de cover van het album werden op 25 februari 2016 onthuld op het Instagram-account van de meidengroep. De albumtitel refereert aan 27 juli 2012, de dag toen de groep gevormd werd bij de talentenjacht X-Factor.
Op 22 april 2016 maakte de meidengroep bekend dat de verschijningsdatum van het album een maand uitgesteld is naar 27 mei 2016.

## Uitgave en promotie
Na de onthulling van de cover van 7/27, bracht de groep de single "Work from Home" uit. Ze hebben het nummer onder andere gepromoot bij Live with Kelly and Michael en Jimmy Kimmel Live!. Op 28 april 2016 maakte de groep ieder uur een nieuw nummer van het album bekend op hun Instagram-account.

### Singles
Op 26 februari 2016 bracht Fifth Harmony de leadsingle van het album, "Work from Home" uit, dat geschreven is door Joshue Coleman, Jude Demorest, Dallas Koehlke, Tyrone Griffin, Jr., Alexander Izquierdo en Brian Lee. De videoclip, geregisseerd door Director X, kwam uit op dezelfde dag als de release van het nummer. Het nummer kwam de Billboard Hot 100 binnen op de twaalfde plek en behaalde in de achtste week de zesde plek. Internationaal gezien deed "Work from Home" het erg goed: in 25 landen bereikte het nummer een plek binnen de top-10.
De tweede single van het album "All in My Head (Flex)", samen met Fetty Wap, zal uitgebracht worden op 7 juni 2016.

### Promotienummers
"The Life" kwam uit als het eerste promotienummer op 24 maart 2016. In Engeland kwam het nummer op de 97e plek.
"Write On Me" is het tweede promotienummer en kwam uit op 5 mei 2016. De bijhorende videoclip verscheen op 6 mei 2016.

## Tracklijst
7/27 - Standaard editie
| Nr.            | Titel                                     | Schrijver(s) | Producent(en)                  | Duur |  |
| -------------- | ----------------------------------------- | --- | ------------------------------ | ---- |  |
| 1.             | "That's My Girl"                          | Tinasche Kachingwe |                                |      |  |
| 2.             | "Work from Home" (met Ty Dolla Sign)      | Tyrone Griffin, Jr., Alexander Izquierdo, Joshua Coleman, Jude Demorest, Dallas Koehlke, Brian Lee                       | Ammo, Dallas K                 | 3:36 |  |
| 3.             | "The Life"                                | Kachingwe, Alexander Kronlund, Lukas Loules                                                                              | Loules                         | 3:20 |  |
| 4.             | "Write On Me"                             | Mikkel Eriksen, Tor Erik Hermansen, Kygo, Priscilla Renea, Simon Wilcox                                                  | Stargate, Kygo                 | 3:39 |  |
| 5.             | "I Lied"                                  | James Abrahart, James Wong, Oliver Peterhof, Izquierdo, Jordan Johnsn, Marcus Lomax, Stefan Johnson, Clarence Coffee Jr. | The Monsters and the Strangerz |      |  |
| 6.             | "All in My Head (Flex)" (met Fetty Wap)   | Ally Brooke Hernandez, Normani Kordel, Dinah Jane Hansen, Lauren Jauregui, Camila Cabello, Willie Maxwell                |                                |      |  |
| 7.             | "Squeeze"                                 | Max Martin, Shellback | Martin, Shellback              |      |  |
| 8.             | "Gonna Get Better"                        | |                                |      |  |
| 9.             | "Scared of Happy"                         | |                                |      |  |
| 10.            | "Not That Kinda Girl" (met Missy Elliott) | Melissa Elliott, Negin Djaferi, Jarred Cotter, Aaron Pearce                                                              | Pearce                         |      |  |
| Totale lengte: |                                           | |                                |      |  |

7/27 - Deluxe editie
| Nr.            | Titel    | Schrijver(s)                  | Producent(en) | Duur |
| -------------- | -------- | ----------------------------- | ------------- | ---- |
| 11.            | "Dope"   | Jack Antonoff, Julia Michaels |               |      |
| 12.            | "No Way" | Victoria Monet                |               |      |
| Totale lengte: |          |                               |               |      |

7/27 - Deluxe editie (Verenigd Koninkrijk)
| Nr.            | Titel                   | Schrijver(s)                                                                | Producent(en)    | Duur |
| -------------- | ----------------------- | --------------------------------------------------------------------------- | ---------------- | ---- |
| 13.            | "Worth It" (zonder rap) | Priscilla Hamilton, Mikkel Storleer Eriksen, Tor Erik Hermansen, Ori Kaplan | Stargate, Kaplan |      |
| Totale lengte: |                         |                                                                             |                  |      |